# Żbikowice
Żbikowice est une localité polonaise de la gmina de Łososina Dolna, située dans le powiat de Nowy Sącz en voïvodie de Petite-Pologne.